# Thomas Cup 1996
Die 19. Auflage des Thomas Cups, der Weltmeisterschaft für Herrenmannschaften im Badminton, fand gemeinsam mit dem Uber Cup 1996 vom 16. bis zum 26. Mai 1996 in Hongkong statt. Sieger wurde das Team aus Indonesien, welches gegen Dänemark mit 5:0 gewann.

## Qualifikation

### Qualifikationsrunde Prag

#### 1. Runde

##### Gruppe A
- Kanada –  Südafrika 5-0
- Kanada –  Spanien 5-0
- Spanien –  Südafrika 3-2

##### Gruppe B
- Schweiz –  Israel 5-0
- Schweiz –  Italien 4-1
- Italien –  Israel 3-2

##### Gruppe C
- Polen –  Brasilien 5-0
- Polen –  Estland 5-0
- Polen –  Frankreich 4-1
- Frankreich –  Brasilien 5-0
- Frankreich –  Estland 5-0
- Estland –  Brasilien 4-1

##### Gruppe D
- Deutschland –  Malta 5-0
- Deutschland –  Slowenien 5-0
- Deutschland –  Vereinigte Staaten 5-0
- Vereinigte Staaten –  Malta 5-0
- Vereinigte Staaten –  Slowenien 5-0
- Slowenien –  Malta 5-0

##### Gruppe E
- Belarus –  Zypern 5-0
- Belarus –  Tschechien 3-2
- Belarus –  Ukraine 3-2
- Ukraine –  Zypern 5-0
- Ukraine –  Tschechien 5-0
- Tschechien –  Zypern 5-0

##### Gruppe F
- Norwegen –  Island 4-1
- Norwegen –  Mauritius 5-0
- Island –  Mauritius 4-1

##### Gruppe G
- Bulgarien –  Jamaika 5-0
- Bulgarien –  Kasachstan 5-0
- Bulgarien –  Peru 4-1
- Peru –  Jamaika 4-1
- Peru –  Kasachstan 5-0
- Jamaika –  Kasachstan 5-0

##### Gruppe H
- Indien –  Portugal 4-1
- Indien –  Slowakei 5-0
- Indien –  Wales 5-0
- Portugal –  Slowakei 5-0
- Portugal –  Wales 3-2
- Wales –  Slowakei 5-0

##### Gruppe I
- Österreich –  Guatemala 4-1
- Österreich –  Ungarn 5-0
- Österreich –  Irland 3-2
- Irland –  Guatemala 4-1
- Irland –  Ungarn 4-1
- Guatemala –  Ungarn 3-2

##### Gruppe J
- Schottland –  Armenien 5-0
- Schottland –  Belgien 4-1
- Schottland –  Litauen 5-0
- Belgien –  Armenien 5-0
- Belgien –  Litauen 5-0
- Litauen –  Armenien 5-0

#### Halbfinalrunde

##### Gruppe W
- Dänemark –  Österreich 5-0
- Dänemark –  Bulgarien 5-0
- Dänemark –  Schottland 5-0
- Österreich –  Bulgarien 5-0
- Bulgarien –  Schottland 3-2
- Schottland –  Österreich 3-2

##### Gruppe X
- England –  Finnland 3-2
- England –  Indien 5-0
- England –  Polen 5-0
- Finnland –  Indien 4-1
- Finnland –  Polen 4-1
- Indien –  Polen 5-0

##### Gruppe Y
- Niederlande –  Belarus 4-1
- Niederlande –  Deutschland 3-2
- Niederlande –  Russland 3-2
- Deutschland –  Russland 4-1
- Deutschland –  Belarus 5-0
- Russland –  Belarus 5-0

##### Gruppe Z
- Schweden –  Kanada 4-1
- Schweden –  Schweiz 5-0
- Schweden –  Norwegen 5-0
- Kanada –  Norwegen 4-1
- Kanada –  Schweiz 5-0
- Norwegen –  Schweiz 4-1

#### Halbfinale
- Dänemark –  England 5-0
- Schweden –  Niederlande 4-1

#### Spiel um Platz 3
- England –  Niederlande 3-2

#### Finale
- Dänemark –  Schweden 4-1
- Dänemark,  Schweden und  England qualifiziert für das Finale
- Iran und Surinam gemeldet, aber nicht gestartet

### Qualifikationsrunde Niederlande

#### 1. Runde

##### Gruppe A
- Neuseeland –  Singapur 3-2
- Neuseeland –  Sri Lanka 4-1
- Sri Lanka –  Singapur 3-2

##### Gruppe B
- Australien –  Argentinien 5-0
- Australien –  Macau 5-0
- Macau –  Argentinien 5-0

#### Halbfinalrunde

##### Gruppe X
- Volksrepublik China –  Japan 5-0
- Volksrepublik China –  Südkorea 5-0
- Volksrepublik China –  Neuseeland 5-0
- Südkorea –  Japan 4-1
- Südkorea –  Neuseeland 5-0
- Neuseeland –  Japan 3-2

##### Gruppe Y
- Malaysia –  Australien 5-0
- Malaysia –  Chinesisch Taipeh 5-0
- Malaysia –  Thailand 5-0
- Chinesisch Taipeh –  Australien 3-2
- Chinesisch Taipeh –  Thailand 3-2
- Thailand –  Australien 5-0

#### Halbfinale
- Malaysia –  Südkorea 4-1
- Volksrepublik China –  Chinesisch Taipeh 5-0

#### Spiel um Platz 3
- Südkorea –  Chinesisch Taipeh 5-0

#### Finale
- Malaysia –  Volksrepublik China 3-2
- Malaysia,  Volksrepublik China und  Südkorea qualifiziert für das Finale

## Endrunde

### Gruppe A
| Team                | Pld | W | L |
| ------------------- | --- | - | - |
| Indonesien          | 3   | 3 | 0 |
| Volksrepublik China | 3   | 2 | 1 |
| Schweden            | 3   | 1 | 2 |
| England             | 3   | 0 | 3 |

| Indonesien          | 5–0 | England             |
| Indonesien          | 3–2 | Volksrepublik China |
| Indonesien          | 5–0 | Schweden            |
| Volksrepublik China | 5–0 | England             |
| Volksrepublik China | 5–0 | Schweden            |
| Schweden            | 4–1 | England             |

## Gruppe A
| Platz | Team                | Pld | W | L | MF | MA | MD  | GF | GA | GD  | PF  | PA  | PD   | Pts | Qualifikation |
| ----- | ------------------- | --- | - | - | -- | -- | --- | -- | -- | --- | --- | --- | ---- | --- | ------------- |
| 1     | Indonesien          | 3   | 3 | 0 | 13 | 2  | +11 | 28 | 8  | +20 | 504 | 303 | +201 | 3   | Q             |
| 2     | Volksrepublik China | 3   | 2 | 1 | 12 | 3  | +9  | 25 | 11 | +14 | 483 | 352 | +131 | 2   | Q             |
| 3     | Schweden            | 3   | 1 | 2 | 4  | 11 | −7  | 13 | 24 | −11 | 363 | 488 | −125 | 1   |               |
| 4     | England             | 3   | 0 | 3 | 1  | 14 | −13 | 6  | 29 | −23 | 298 | 505 | −207 | 0   |               |

### Gruppe B
| Team     | Pld | W | L |
| -------- | --- | - | - |
| Dänemark | 3   | 3 | 0 |
| Südkorea | 3   | 2 | 1 |
| Malaysia | 3   | 1 | 2 |
| Hongkong | 3   | 0 | 3 |

| Dänemark | 3–2 | Südkorea |
| Dänemark | 4–1 | Malaysia |
| Dänemark | 5–0 | Hongkong |
| Südkorea | 5–0 | Hongkong |
| Südkorea | 3–2 | Malaysia |
| Malaysia | 5–0 | Hongkong |

| Platz | Team         | Pld | W | L | MF | MA | MD  | GF | GA | GD  | PF  | PA  | PD   | Pts | Qualifikation |
| ----- | ------------ | --- | - | - | -- | -- | --- | -- | -- | --- | --- | --- | ---- | --- | ------------- |
| 1     | Dänemark     | 3   | 3 | 0 | 11 | 4  | +7  | 25 | 11 | +14 | 481 | 364 | +117 | 3   | Q             |
| 2     | Südkorea     | 3   | 2 | 1 | 10 | 5  | +5  | 23 | 10 | +13 | 433 | 335 | +98  | 2   | Q             |
| 3     | Malaysia     | 3   | 1 | 2 | 9  | 6  | +3  | 18 | 17 | +1  | 437 | 376 | +61  | 1   |               |
| 4     | Hongkong (H) | 3   | 0 | 3 | 0  | 15 | −15 | 2  | 30 | −28 | 198 | 474 | −276 | 0   |               |

### K.-o.-Runde
|  | Halbfinale          | Halbfinale |            |          | Finale | Finale |
|  |                     |            |            |          |        |        |
|  |                     |            |            |          |        |        |
|  | Indonesien          | 3          |            |          |        |        |
|  | Südkorea            | 2          |            |          |        |        |
|  |                     |            | Indonesien | 5        |        |        |
|  |                     |            |            | Dänemark | 0      |        |
|  | Volksrepublik China | 2          |            |          |        |        |
|  | Dänemark            | 3          |            |          |        |        |
|  |                     |            |            |          |        |        |